# لیاخه
لیاخه (به لاتین: Lyakhe) یک منطقهٔ مسکونی در روسیه است که در داغستان واقع شده‌است.